# Leopold Schefer
Pour les articles homonymes, voir Schefer.
Leopold Schefer, né le 30 juillet 1784 à Bad Muskau dans le land de Saxe en Haute-Lusace et mort le 16 février 1862 dans la même ville, poète, romancier et compositeur saxon d'origine sorabe.
De 1799 à 1805, il fut lycéen au gymnasium de Bautzen. Pendant cette période, il a commencé à écrire pour les journaux, créer des poèmes, ainsi que des compositions musicales, notamment sous l'influence de son maître Johann Samuel Petri.
Au cours de campagne de Russie de Napoléon Ier, en 1812, Schefer a été nommé directeur des grands domaines par son nouvel ami, le Prince Hermann von Pückler-Muskau, il occupa cette charge dans des circonstances difficiles jusqu'en 1816.
Schefer étudia la composition musicale avec Antonio Salieri à Vienne entre 1816 et 1817. Il a voyagé en Angleterre, Italie, en Grèce, en Égypte, en Palestine et en Turquie.
Schefer était connu pour ses romans et poèmes dans lesquels il met en avant le pouvoir observateur de la nature, Laienbrevier (1834-1835). Il exahlte la chaleur des sentiments, la psychologie et les descriptions fascinantes de la beauté de la nature, (Vigilien (1843), Der Weltpriester (1846), et Hausreden (1869), etc.).
Contemporain des styles Restauration et Louis-Philippe, Schefer participa au mouvement Biedermeier, courant artistique désignant la culture et l'art bourgeois apparus à cette époque.
En raison de sa croyance en un panthéisme, sa poésie et les romans ont été interdits des programmes scolaires des écoles primaires et secondaires en Prusse, qui a entraîné son oubli après 1910.

## Publications

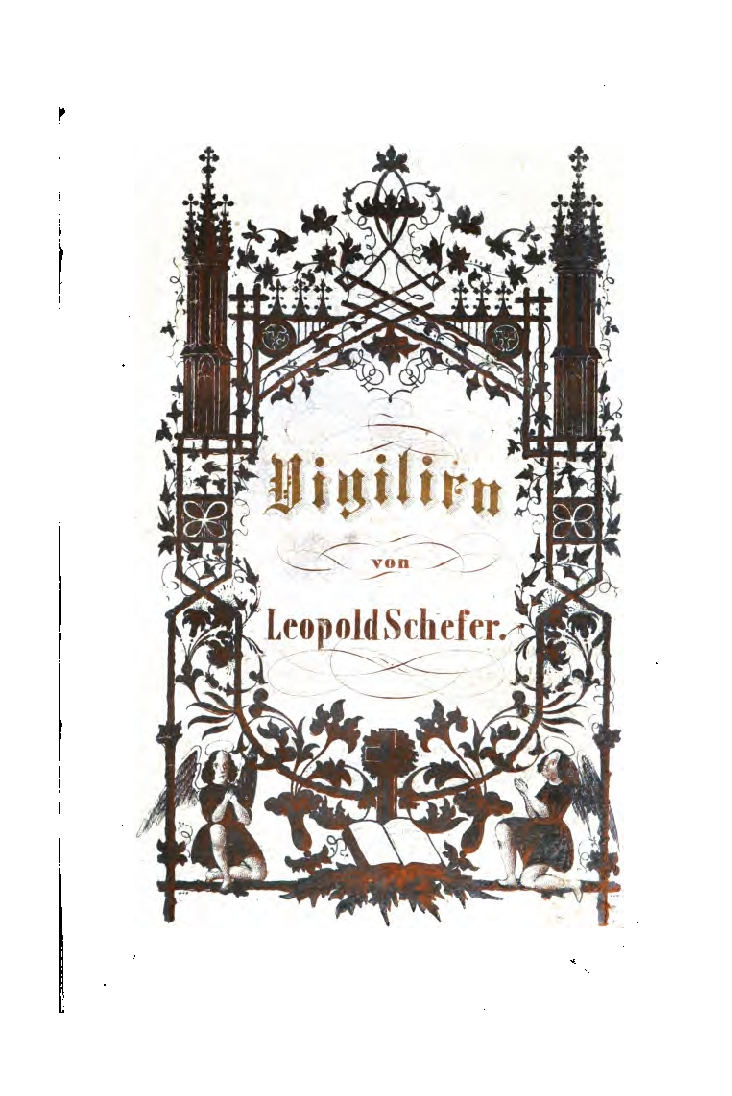
Couverture du "Vigilien".

- Gedichte, 1811 («Poèmes», éd. Par le comte von Pückler-Muskau)
- Palmerio, 1823 (roman, contemporain situé dans la Grèce)
- Die Deportirten, 1824 («Les déportés", roman sur l'autonomie gouvernementale à Botany Bay)
- Novellen, 5 vol., 1825 (courts romans)
- Die Osternacht, 1826 ("la nuit de Pâques", roman sur une inondation en Rhénanie-Palatinat)
- Der waldbrand, 1827 ("Les feux de brousse", roman, situé dans le Canada)
- Künstlerehe, 1828 La vie étant celle de Albert Dürer, New York 1867, Londres 1895.
- Lyrique Kleine Werke, 1828 (poèmes)
- Neue Novellen, 4 vol., 1831 (courts romans)
- Lavabecher, Novellen, 2 vol., 1833 (courts romans)
- Die Gräfin Ulfeld oder die vierundzwanzig Königskinder, 2 vol., 1834/1835 (1834 1er semestre de l'année) / 1835 (2ème semestre de l'année). (Poèmes panthéistes)
- Kleine Romane, 6 vol., 1836 (courts romans)
- Das deutsche große Musikfest, 1837 («La Grande Fête de la musique allemande», roman)
- Doppelsonate A-Dur zu 4 Händen, 1838 (composition)
- Doppelkanon zu 4 Choren, 1838 (composition)
- Der Gekreuzigte oder Nichts Altes Unter der Sonne, 1839 ("Le Crucifié, ou, rien de vieillot sous le soleil", roman sur un génocide dans l'Empire ottoman (sujet repris et transmis au XXe siècle par Franz Werfel, Les Quarante Jours du Musa Dagh)
- Mahomet Türkische Himmelsbriefe, 1840 ("Lettres de Turc Muhammad du Ciel", poèmes)
- Viel Sinne, viel Köpfe, 1840 ("beaucoup de significations, beaucoup d'esprits", le récit)
- Göttliche Komödie in Rom, 1841 ("Divine Comédie à Rome", roman sur le procès et l'exécution de Giordano Bruno)
- Sechs zum Volkslieder Pianoforte, 1841 (compositions)
- Graf Promnitz. Der letzte des Hauses, 1842 (" Le Comte Promnitz, le dernier de la Chambre", roman)
- Vigilien, Gedichte, 1843 (poèmes)
- Ausgewählte Werke, 12 vol., 1845-1846 («Œuvres choisies»)
- Weltpriester, Gedichte, 1846 («Le prêtre mondain», poèmes)
- Génévion von Toulouse, 1846 ("Génévion de Toulouse", roman)
- Gedichte (2e éd.), 1846 ("Poèmes")
- Achtzehn Töchter. Eine Frauen-Novelle, 1847 ("18 filles. Un roman pour les femmes", court roman)
- Die Sibylle von Mantoue, 1852 ("La Sibylle de Mantoue", récit)
- Hafis chez les Hélènes, (de façon anonyme: "Von einem Hadschi"), 1853 (" Hafis en Grèce Par Hadschi ", poèmes d'amour.)
- Coran der Liebe kleiner nebst Sunna, (anonyme) 1855 (de l'Amour, avec un petit Sunna ", poèmes d'amour du Coran")
- Hausreden, 1855 («Discours intérieur", poèmes)
- Der Hirtenknabe Nikolas, oder der im Jahre 1212 Kinderkreuzzug; 1857 ("Le jeune berger Nikolas, ou, l'enfant des croisades en 1212", roman)
- Apothéose d'Homère , 1858